# Sveta tri kralja
Sveta tri kralja ili sveti magi su u kršćanskoj tradiciji kraljevi ili mudraci, koji su se, prema evanđelju, došli pokloniti Isusu nakon rođenja. Često se zovu Baltazar, Melkior i Gašpar; u Bibliji se ne navode imena.

## Sveto pismo
Prema Evanđelju po Mateju, došli su s istoka (Partsko Carstvo) u Jeruzalem, kako bi se poklonili Isusu. Pratili su betlehemsku zvijezdu. U Jeruzalemu, primio ih je kralj Herod, koji ih je želio prevariti, s ciljem da mu kažu, gdje se Isus rodio, tako da ga može ubiti. Kada su pronašli Isusa, darovali su mu tri dara: tamjan (kao Bogu), zlato (kao kralju) i plemenitu mast, smirnu (kao čovjeku). Potom im Bog zapovijedi da se ne vraćaju Herodu i vrate se drugim putem u svoju zemlju. Tri kralja su predstavnici poganskih naroda, koje je Bog pozvao u svoje kraljevstvo, time što im je javio rođenje Spasitelja.

## Predaje
U zapadnom kršćanstvu (od 8. stoljeća) su se ustalila imena Baltazar, Melkior i Gašpar; na istoku se koriste različita imena. Po tradiciji, poslije smrti triju kraljeva njihove su relikvije odnesene u Carigrad, nakon što ih je pronašla sv. Jelena Križarica, a odande su kasnije otišle u Milano i napokon u Köln u najljepšu njemačku katedralu, gdje su i danas. Melkior je zaštitnik putnika i Svjetskog dana mladih, a Baltazar oboljelih od epilepsije. Spomendan se u Katoličkoj crkvi slavi 6. siječnja, kao blagdan Bogojavljenja.

### Članci
- Dragić, Marko. 2007. Sveta tri kralja u hrvatskoj tradiciji. Crkva u svijetu. Sveučilište u Splitu - Katolički bogoslovni fakultet. Split. 42 (1): 96–117